# Malnaș, Covasna
Malnaș  (maghiară Málnás, în trad. "Zmeuriș") este satul de reședință al comunei cu același nume din județul Covasna, Transilvania, România. Se află în Depresiunea Sfântu Gheorghe, 18 km NE de municipiul Sfântu Gheorghe.

## Istoric
Malnașul este atestat documentar din anul 1366. Actuala biserică romano-catolică a fost construită în anul 1887.

## Demografie
La recensământul din 2002 au fost consemnați 550 de locuitori.

## Personalități
Aici s-a născut în anul 1845 György Bartók, scriitor și episcop reformat de Cluj.